# Satelita rozpoznawczy

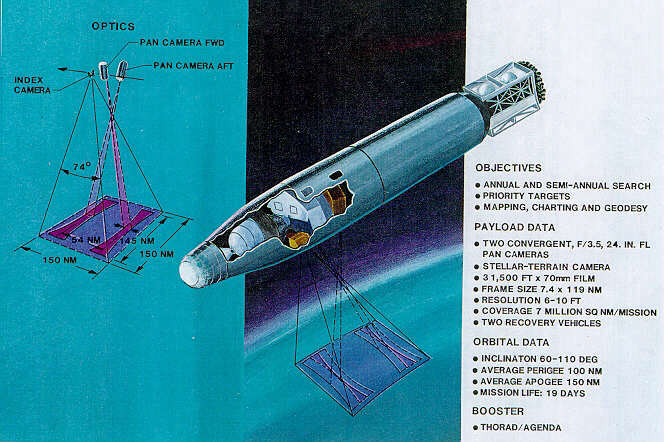
Amerykański satelita rozpoznawczy KH-4B Corona z lat 60 XX w.

Satelita rozpoznawczy – sztuczny satelita, którego zadaniem jest rozpoznanie satelitarne obiektów na Ziemi i w głębi oraz przechwytywanie sygnałów z Ziemi, w celach wojskowych lub wywiadowczych. Często obserwacja polega na wykonywaniu fotografii (obecnie cyfrowych) o dużej rozdzielczości (poniżej 1 m, np. 0.1 m), która pozwala na przykład śledzić przemieszczenia wojsk przeciwnika lub uzyskiwać informacje o potencjalnych celach na jego terytorium. Są też satelity zdolne zdobywać informacje przez chmury lub w nocy, wykonując zdjęcia w podczerwieni lub używając radaru.
Zadaniem satelitów rozpoznawczych jest prowadzenie rozpoznania w celu dostarczania danych dotyczących potencjału gospodarczo-militarnego ewentualnego przeciwnika, struktur i wyposażenia oraz dyslokacji jego sił zbrojnych i stopnia przygotowania do obrony kraju. Satelity rozpoznawcze fotografują instalacje wojskowe, kontrolują ruchy wojsk, ostrzegają przed atakami rakietowymi oraz przechwytują łączność.

## Rodzaje satelitów rozpoznawczych
Ze względu na przeznaczenie i zamontowane urządzenia, satelity rozpoznawcze dzielone są na:
- satelity rozpoznania obrazowego (Imagery Intelligence – IMINT), w tym fotograficznego (Photographic Intelligence – PHOTINT). Satelity tego rodzaju wykonują obrazowanie optyczne w różnych pasmach promieniowania optycznego dużych obszarów powierzchni Ziemi, z dużą dokładnością i w stosunkowo krótkim czasie,
- satelity rozpoznania sygnałów elektromagnetycznych (Signals Intelligence – SIGINT), w tym COMINT i ELINT (Poppy), dokonujące zbioru i rejestracji sygnałów emitowanych przez urządzenia emitujące energię elektromagnetyczną,
- satelity rozpoznania sygnaturowego i pomiarowego (Measurement and Signature Intelligence – MASINT), których zadanie polega na zbieraniu danych technicznych, w celu identyfikowania źródeł, nadajników i urządzeń promieniujących różne rodzaje energii,
  - satelity rozpoznania oceanicznego, przekazujące uzyskane dzięki obserwacji mórz i oceanów dane służące m.in. określaniu pozycji okrętów nawodnych i podwodnych przeciwnika,
  - satelity wczesnego wykrywania i ostrzegania, które prowadzą rozpoznanie startów pocisków balistycznych, np. Oko – zwłaszcza pocisków międzykontynentalnych (ICBM). Innym zadaniem tego rodzaju satelitów, jest wykrywanie przeprowadzanych próbnych eksplozji jądrowych.